# John Tradescant der Jüngere

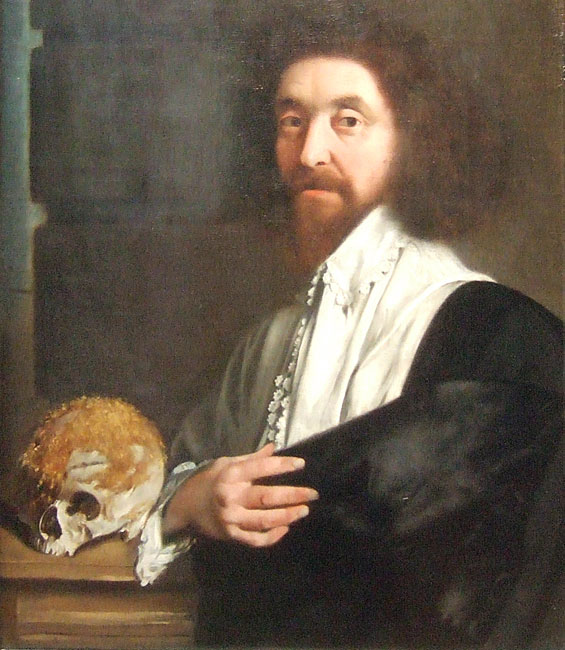
John Tradescant der Jüngere (Porträt von Thomas de Critz)

John Tradescant der Jüngere (* 4. August 1608 in Meopham, Kent; † 22. April 1662 in South Lambeth, heute Vauxhall) war ein englischer Gärtner und Botaniker. Sein offizielles botanisches Autorenkürzel lautet „Trad.“

## Leben und Wirken
John Tradescant der Jüngere war der Sohn von John Tradescant dem Älteren. 1637, 1642 und 1654 bereiste er das Gebiet der britischen Kolonien in Virginia, sammelte dort Pflanzen und brachte zahlreiche neue Arten in seine Heimat mit, die dann im Garten der Familie kultiviert wurden.
1638, nach dem Tod seines Vaters, übernahm er dessen Amt als oberster Gärtner des in Greenwich gelegenen Schlossgartens von Queen’s House, in dem König Karl I. von England residierte. Unter Karl II. übte er dieses Amt erneut aus. 1656 publizierte er unter dem Titel Musaeum Tradescantianum einen Katalog der umfangreichen naturhistorischen Sammlung, die sein Vater begonnen und zu deren Erweiterung er maßgeblich beigetragen hatte. Die Sammlung war das erste öffentlich zugängliche englische Kuriositätenkabinett. Sie fiel später Elias Ashmole zu und bildete den Grundstock des Ashmolean Museums in Oxford.
Das Grab von John Tradescant dem Jüngeren befindet sich im Londoner Borough of Lambeth auf dem Friedhof der ehemaligen Kirche St Mary-at-Lambeth, dem heutigen Garden Museum. Er ist hier neben seinem Vater beerdigt.

## Ehrungen
Heinrich Bernhard Rupp benannte nach den Tradescants die Gattung der Dreimasterblumen (Tradescantia) aus der Pflanzenfamilie der Commelinagewächse (Commelinaceae). Carl von Linné übernahm später diesen Namen.  Auch die Pflanzengattung Tradescantella Small aus der Familie der Commelinaceae ist nach ihm benannt.

## Rezeption
- John Tradescant der Jüngere ist Gegenstand des Romans Der Herr der Rosen von Philippa Gregory, übersetzt von Justine Hubert, Aufbau-Taschenbuch-Verlag, Berlin 2003, ISBN 3-7466-1956-4 (engl. Original: Virgin Earth, HarperCollins Publishers, London 1999).

## Schriften
- Musæum Tradescantianum: Or, A Collection of Rarities Preserved at South-Lambeth neer London. John Grismond, London 1656 (Digitalisat).

## Nachweise